# Claude Berrou
Claude Berrou (Penmarch, 23 settembre 1951) è un ingegnere elettrico e ricercatore francese noto per avere introdotto nel mondo della teoria dell'informazione i turbo codici.

## Biografia
Claude Berrou nacque a Penmarc'h, Finistère, Francia. Dopo avere concluso gli studi presso la scuola di preparazione, dal 1972 frequentò l'Ecole Nationale Supérieure d'Electronique et de Radioélectricité, INPG, a Grenoble, dove conseguì la laurea nel 1975. Intraprese con successo la carriera universitaria culminata con la fondazione dell'ENST Bretagne (GET), di cui è divenuto Directeur d'Etudes e responsable scientifique du département Electronique. Le sue materie di insegnamento hanno riguardato l'elettronica, i semiconduttori, i circuiti integrati, i CMOS, l'interazione algoritmi/silicio, le comunicazioni numeriche e la teoria delle code.

## I turbo codici
Nel 1993 in una conferenza IEEE presentò le sue scoperte sui turbo-codici e i grafici concernenti il suo encoder/decoder. Tali grafici mostravano le probabilità di errore limite determinate da Shannon insieme ad alcune curve che, si avvicinavano a tale limite con l'aumentare delle iterazioni dell'algoritmo.
La nuova famiglia di codici prese il nome di codici turbo e il brevetto fu acquisito da France Télécom.

## Pubblicazioni
Claude Berrou è autore e coautore di diversi libri sull'argomento dei turbo-codici, sui relativi metodi per co-decodificarli e su possibili dispositivi implementativi:
- (FR) Claude Berrou, Karine Amis Cavalec, Alain Glavieux, Matthieu Arzel, Michel Jezequel, Charlotte Langlais, Raphaël Le Bidan, Samir Saoudi, Gérard Battail, Emmanuel Boutillon, Yannick Saouter, Emeric Maury, Christophe Laot, Sylvie Kerouedan, Frédéric Guilloud, Catherine Douillard, Codes et turbocodes, Paris, Springer, 2007, ISBN 978-2-8178-0038-7. URL consultato il 6 gennaio 2012.

- (FR) Alain Glavieux, Patrick Adde, Gérard Battail, Ezio Biglieri, Michel Jezequel, Alain Poli, Sandrine Vaton, Ramesh Pyndiah, Annie Picart, Catherine Douillard, Claude Berrou, Codage de canal — des bases théoriques aux turbocodes, Paris, Hermès Science / Lavoisier, 2005, ISBN 2-7462-0953-5. URL consultato il 6 gennaio 2012.

Durante il suo lavoro sui turbocodici e sulla codifica e decodifica parallela convolutiva, è stato autore di numerosi brevetti registrati per l'implementazione di metodi e dispositivi basati su tali tecnologie:
- (FR) Claude Berrou, Procédé de codage convolutif correcteurs d'erreurs pseudo-systématique, procédé de décodage et dispositifs correspondants, in Propriété Institut Télécom-Télécom Bretagne. France Telecom & TDF, 01/04/1991, 1991. URL consultato il 6 gennaio 2012.

- (FR) Claude Berrou, Patrick Adde, Procédé de décodage d’un code convolutif à maximum de vraisemblance et pondération des décisions et décodeur correspondant, in Propriété Institut Télécom-Télécom Bretagne. 91 05279, 01/04/1992, 1992. URL consultato il 6 gennaio 2012.

- (FR) Claude Berrou, Procédé de codage correcteurs d’erreurs à au moins deux codages convolutifs systématiques en parallèle, procédé de décodage itératif, module de décodage et décodeur correspondants, in Propriété Institut Télécom-Télécom Bretagne. 91 05280, France Telecom & TDF, 01/04/1992 vol. France, 1992. URL consultato il 6 gennaio 2012.

- (FR) Ramesh Pyndiah, Alain Glavieux, Claude Berrou, Décodage itératif de codes produits, in Propriété Institut Télécom-Télécom Bretagne. 93 13858, France Telecom, 01/11/1993 vol. France, 1993. URL consultato il 6 gennaio 2012.

- (FR) Catherine Douillard, Alain Glavieux, Michel Jezequel, Claude Berrou, Dispositif de réception de signaux numériques à structure itérative, module et procédé correspondants, in Propriété Institut Télécom-Télécom Bretagne. 95 01603, France Telecom & TDF, 01/02/1995 vol. France, 1995. URL consultato il 6 gennaio 2012.

- (FR) Claude Berrou, Michel Jezequel, Procédé et dispositif de codage convolutif de blocs de données et procédé et dispositif de décodage correspondants, in Propriété Institut Télécom-Télécom Bretagne. 96 04485, France Telecom et TDF, 01/04/1996 vol. France, 1996. URL consultato il 6 gennaio 2012.

- (FR) Claude Berrou, Alain Glavieux, Procédé et dispositif de codage à au moins deux codages en parallèle et permutation améliorée, et procédé et dispositif de décodage correspondants, in Propriété Institut Télécom-Télécom Bretagne. 99 09631, GET, 01/07/1999, 1999. URL consultato il 6 gennaio 2012.

- (FR) Claude Berrou, Catherine Douillard, Michel Jezequel, Procédé de qualification de codes correcteurs d'erreurs, procédé d'optimisation, codeur, décodeur et application correspondants, in Propriété Institut Télécom-Télécom Bretagne. FR01 11764, France Telecom & GET, 11/09/2001 vol. FR, 2001. URL consultato il 6 gennaio 2012.

## Riconoscimenti
Claude Berrou ha ricevuto diversi riconoscimenti tra cui:
- la SEE Ampère Medal (1997);
- il IEEE Golden Jubilee Award for Technological Innovation (1998), insieme a Alain Glavieux e Punya Thitimajshima[2];
- la IEEE Richard W. Hamming Medal (2003), insieme a Alain Glavieux[3];
- il French Grand Prix France Télécom dall'Accademia francese delle scienze (2005);
- il Premio Marconi (2005).

Claude Berrou è stato inoltre nominato per il Premio Inventore Europeo dell'Anno nel 2006 e nel 2007 è stato eletto membro dell'Accademia francese delle scienze.